# Petter Dass
Petter Dass (Herøy, 1647 - Alstahaug, 17 augustus 1707) was de belangrijkste Noorse dichter en psalmist van zijn generatie.

## Levensloop
Petter Dass was de zoon van Peter Dundas, een Noorse koopman afkomstig uit het Schotse Dundee. Hij verloor zijn vader toen hij zeven jaar was. De vijf kinderen van het gezin werden bij verschillende familieleden geplaatst. Hij vond aanvankelijk onderdak bij een zuster van zijn moeder. In 1660 verhuisde hij naar Bergen waar een oom voor zijn opvoeding zorgde.
Na het beëindigen van zijn theologiestudies aan de universiteit van Kopenhagen keerde hij naar Helgeland terug om er huisonderwijzer te worden bij een kapelaan. Later werd hij kapelaan van Nesna. Hij huwde met Magretta Andersdatter in 1673.
Tijdens deze periode leed hij, zoals trouwens de hele bevolking van Noord-Noorwegen, grote armoede. Hieraan kwam een einde toen hij parochiepriester werd in Alstahaug, een uitgestrekte en rijke parochie.
Om zijn parochianen te bezoeken moest hij vaak lange en gevaarlijke zeereizen ondernemen. Hij had blijkbaar de koopmanstalenten van zijn vader geërfd:  hij bezat vrachtschepen waarmee hij vis naar Bergen vervoerde. De zaken floreerden goed zodat hij tijdens de crisisjaren 1696-98 op grote schaal de boeren van Helgeland kon helpen. Toch zal hij vooral bekend blijven omwille van zijn literair oeuvre.

## Werken
Petter Dass is een van de belangrijkste Noorse lyrische dichters van de 17e eeuw. Zijn poëzie is humoristisch en werelds -rijk aan symboliek uit het dagelijkse leven van boeren en vissers.
Zijn werken kunnen verdeeld worden in 3 groepen: gelegenheidsgedichten, religieuze gedichten(Herre Gud! dit dyre navn og ære) en topografische gedichten(Nordlands Trompet)
Zijn religieuze gedichten werden niet tijdens zijn leven uitgegeven. Wel verzamelde hij ze in vier bundels: 
- Aandelig Tidsfordriv eller Bibelske Viisebog
- Trende Bibelske Bøger
- Evangelie-Sange: gezangen voor elke zondag van het kerkelijke jaar
- Katechismus-Sange: Martin Luthers catechismus in verzen

Omstreeks 1670 verscheen:
- Den Nordske Dale-Viise: balladen die hun inspiratie vonden in de folklore

Zijn bekendste werk is:
- Nordlands Trompet: een barok gedicht dat een gedetailleerde en cultuurhistorische schildering is van het harde en eenvoudige leven van de Noord-Noorse boeren en vissers.

## Trivia
- In 1966 werd het Petter Dass Museum opgericht, ter ere van Dass.

- Bibsys: 90101377
- Bibliothèque nationale de France: cb121809869 (data)
- Gemeinsame Normdatei: 121376354
- International Standard Name Identifier: 0000 0000 8129 9593
- Library of Congress Control Number: n79055031
- Nationale Bibliotheek van Letland: 000187606
- MusicBrainz: 8860a16a-87f6-483f-802a-425df524faae
- Nederlandse Thesaurus van Auteursnamen: 070425078
- LIBRIS: 238085
- Système universitaire de documentation: 030384656
- Virtual International Authority File: 51732826
- WorldCat: E39PBJgmJBYtx8RCjKY9rhbGHC